# Atsimo-Atsinanana
Atsimo-Atsinanana is een regio in het zuidoosten van Madagaskar. De regio heeft een oppervlakte van 18 863 km² en de regio heeft 621.200 inwoners. De regio grenst in het noorden aan Vatovavy-Fitovinany en Haute Matsiatra, in het westen aan Ihorombe en in het zuiden aan  Anosy. De hoofdstad is Farafangana.

## Districten
De regio is verdeeld in vijf districten:
- Befotaka
- Farafangana
- Midongy
- Vangaindrano
- Vondroz

## Nationale parken en wildreservaten
- Nationaal park Midongy du sud
- Manomboreservaat